# Frattaminore
Frattaminore est une commune de la ville métropolitaine de Naples dans la région Campanie en Italie.

## Géographie
Le centre de Frattaminore se trouve à 12 km au nord de celui de Naples.
La municipalité est limitrophe de Cardito, Crispano, Frattamaggiore, Orta di Atella, Sant'Arpino et Succivo.

## Histoire
À l'origine se trouvait un village Osque nommé Atella (Atella (città antica) (it)), qui subit en 455 la dévastation des Vandales. Les survivants bâtirent plus loin un château-fort, embryon de la future Frattamaggiore. 
Le village adopta le nom de Fractula, puis vers 1282 Fractapicula, puis officiellement Frattaminore le 12 mai 1890.

## Administration
| Période                                  | Période | Identité | Étiquette | Qualité |
| ---------------------------------------- | ------- | -------- | --------- | ------- |
|                                          |         |          |           |         |
| Les données manquantes sont à compléter. |         |          |           |         |

### Communes limitrophes
Crispano, Frattamaggiore, Orta di Atella, Sant'Arpino